# Josep I Absi
Josep I Absi SMSP o Youssef Absi (àrab: يوسف عبسي, Yūsuf ʿAbsī; llatí: Iosephus Absi; Damasc, 20 de juny de 1946) és l'actual patriarca de l'Església Grega Catòlica Melquita, des del 21 de juny de 2017.

## Carrera eclesiàstica
El 6 de maig de 1973, Youssef Absi va ser ordenat sacerdot i esdevingué capellà de la Societat Missionera de Sant Pau (SMSP), una societat grega melquita de vida apostòlica també coneguda com a Pares Paulistes.

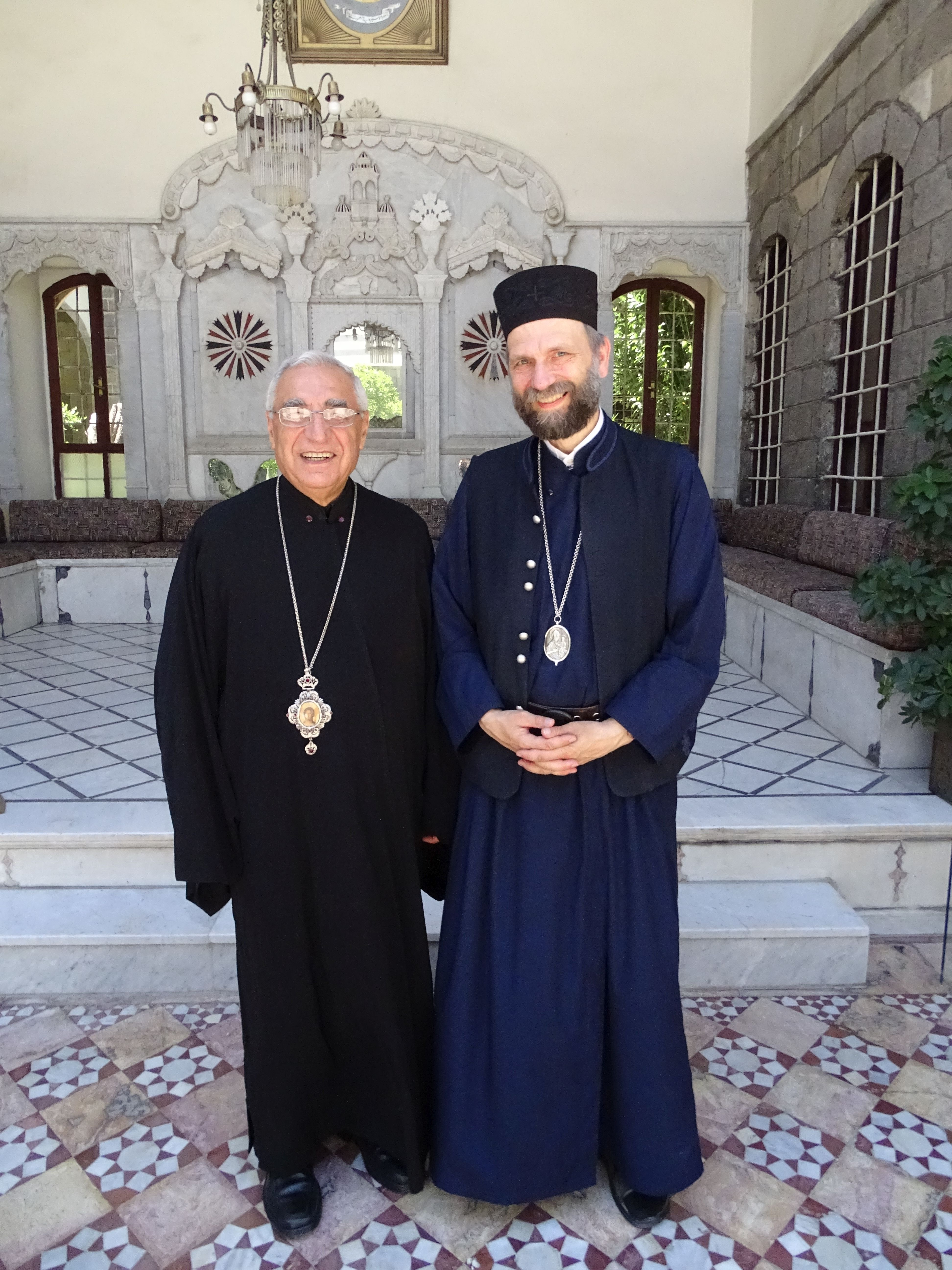
Youssef Absi amb Péter Fülöp Kocsis, arquebisbe de l'arxieparcat hongarès de Hajdúdorog.

Després de finalitzar els estudis filosòfics i teològics al Seminari Major de Sant Pau a Harissa, Líban, va obtenir una llicenciatura en filosofia a la Universitat Libanesa, una llicenciatura en teologia a l'Institut de Sant Pau a Harissa i un doctorat en ciència musical i himnografia a la Universitat de l'Esperit Sant de Kaslik, també al Líban.
El 22 de juny de 2001 va ser nomenat arquebisbe titular de Tars dels Grecs Melquites i bisbe curial i bisbe auxiliar del Patriarcat melquita. El 2 de setembre de 2001 va ser consagrat pel patriarca Gregori III Laham i co-consagrat per Joan Mansur, arquebisbe titular d'Apamea a Síria, i l'arquebisbe Josep Kallas, arxieparca de Beirut i Biblos.
Del 1999 al 2006, va ser Superior General de la seva comunitat religiosa, la Societat Missionera de Sant Pau. Va assistir com a co-consagrador a l'ordenació episcopal de Iàsser Ayyaix, arquebisbe de Petra i Filadèlfia a Jordània. L'octubre de 2007 va ser nomenat vicari patriarcal de l'arxidiòcesi de Damasc.
Va ser elegit el 21 de juny de 2017 com a patriarca de l'Església Catòlica Melquita. La seva elecció es va produir un mes després que el papa Francesc acceptés la renúncia de Gregori III Laham el 6 de maig del mateix any.

## Altres activitats
El 2001, va esdevenir president de la Càritas siriana (Commission Commune de Bienfaisance - CCB) i conjuntament amb uns altres tres membres a temps complet, impulsa més de 40 projectes a Damasc, Alep i Al-Hasakah. El 1996 va compondre per a la cantant Marie Keyrouz L'Ensemble de la Paix, un himne que es va publicar al disc Cantiques de l'Orient.

## A l'Orient Mitjà
Com a participant de l'Assemblea Especial del Sínode de Bisbes sobre l'Orient Mitjà l'octubre de 2010, va pronunciar un discurs en el qual va insistir que «les Conferències Episcopals de cada país s'haurien de reunir de tant en tant. S'ha de permetre el biritualisme, perquè cap parròquia quedi sense litúrgia divina, sigui quina sigui l'església a la qual pertanyi».